# Acanthophis praelongus
Acanthophis praelongus is een cobra-achtige slang uit de familie koraalslangachtigen (Elapidae).

## Naam en indeling
De wetenschappelijke naam van de soort werd voor het eerst voorgesteld door Edward Pierson Ramsay in 1877.

## Uiterlijke kenmerken
De slang is gedrongen gebouwd en heeft verhoogde 'wenkbrauwen' boven de ogen, die bestaan uit tot kieltjes omgevormde Supraoculaire schubben. Hierdoor werd de soort vroeger tot de adders gerekend. De lichaamslengte varieert van 30 tot ongeveer 60 centimeter, het lichaam is relatief erg dik. De kop is enigszins wigvormig en de kleur is lichtgrijs of grijsbruin tot bijna zwart met witte dwarsbanden op het dikke lichaam. De slang heeft 21 tot 23 rijen schubben in de lengte op het midden van het lichaam. De dorsale schubben zijn licht gekield.

## Leefwijze
Acanthophis praelongus eet kleine zoogdieren, hagedissen en vogels die worden gelokt met de wormachtige staartpunt die beweeglijk is. Deze soort is eierlevendbarend en werpt tot 8 jongen per keer.
Het is een van de gevaarlijkste slangen van heel noordelijk Australië omdat de beet dodelijk kan zijn voor mensen. De slang is nachtactief en wacht roerloos op de prooi, bij de kleinste aanleiding bijt hij en dit maakt hem zo gevaarlijk.

## Verspreiding en habitat
De slang komt voor in Australië in de deelstaten Noordelijk Territorium, Queensland, Victoria, West-Australië en daarnaast in delen van Azië in de landen Papoea-Nieuw-Guinea en Indonesië. De habitat bestaat uit droge tropische en subtropische bossen en zowel droge als vochtige tropische en subtropische scrublands.

## Beschermingsstatus
Door de internationale natuurbeschermingsorganisatie IUCN is de beschermingsstatus 'veilig' toegewezen (Least Concern of LC).